# Lucio Manlio Acidino
Lucio Manlio Acidino (249 a.C. circa) è stato un politico della Repubblica romano e membro della gens Manlia.

## Biografia
Fu pretore urbano nel 210 a.C.. Sul finire dell'anno venne inviato dal Senato in Sicilia, così da rilevare il console Marco Valerio Levino e farlo tornare a Roma per celebrare le elezioni.
Nel 207 a.C. fu con le truppe di stanza a Narni per opporsi ad Asdrubale e fu il primo ad inviare a Roma la notizia della sconfitta di quest'ultimo.
Nel 206 a.C. ottenne, insieme a Lucio Cornelio Lentulo, la provincia di Spagna, in quanto proconsole. L'anno successivo sottomise gli Ausetani e gli Ilergeti, che si erano ribellati ai romani in conseguenza dell'assenza di Scipione. Prima del 199 a.C. Lucio Manlio non fece ritorno a Roma, dove gli fu impedito dal tribuno Publio Porcio Laeca di entrare con un'ovazione, che gli era stata concessa dal Senato.